# 奔騰・B70
B70 (Besturn B70/Bestune B70) は、中国第一汽車集団が展開するブランド「奔騰」が販売する中型（Dセグメント）セダンまたはファストバックセダンである。

## 初代（2006年 - 2014年）
2006年8月に販売が開始された。初代マツダ6（フォード・CD3プラットフォーム）をベースに開発された。内外装のデザインはイタルデザイン・ジウジアーロが担当している。エンジンはいずれもマツダ・MZRエンジンで、2.0L（最高出力108kW@6,500rpm、最大トルク183N·m@4,000rpm）と2.3L（最高出力120kW@6,500rpm、最大トルク204N·m@4,000rpm）がラインナップされている。トランスミッションは6MTおよび5ATとなる。
2006年11月の北京モーターショーでは紅旗ブランドの車両として出品された。
2008年の北京モーターショーではハイブリッド仕様のB70HEVが出展された。B70HEVは北京オリンピック公式車両として使用された。
2012年6月25日、フェイスリフト。デザインを変更、1.8Lエンジン変更、2.3廃止。

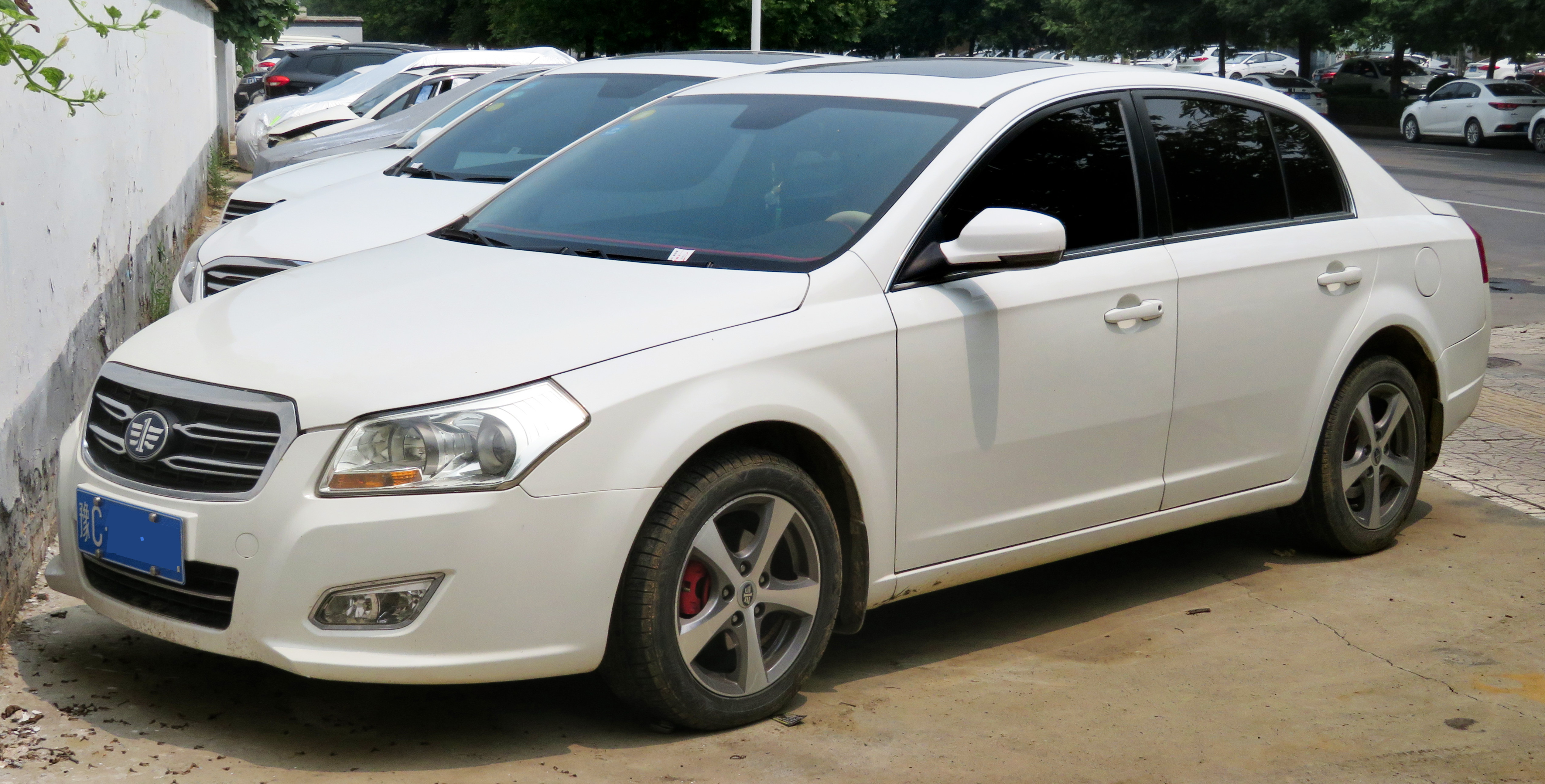
2012年改良型
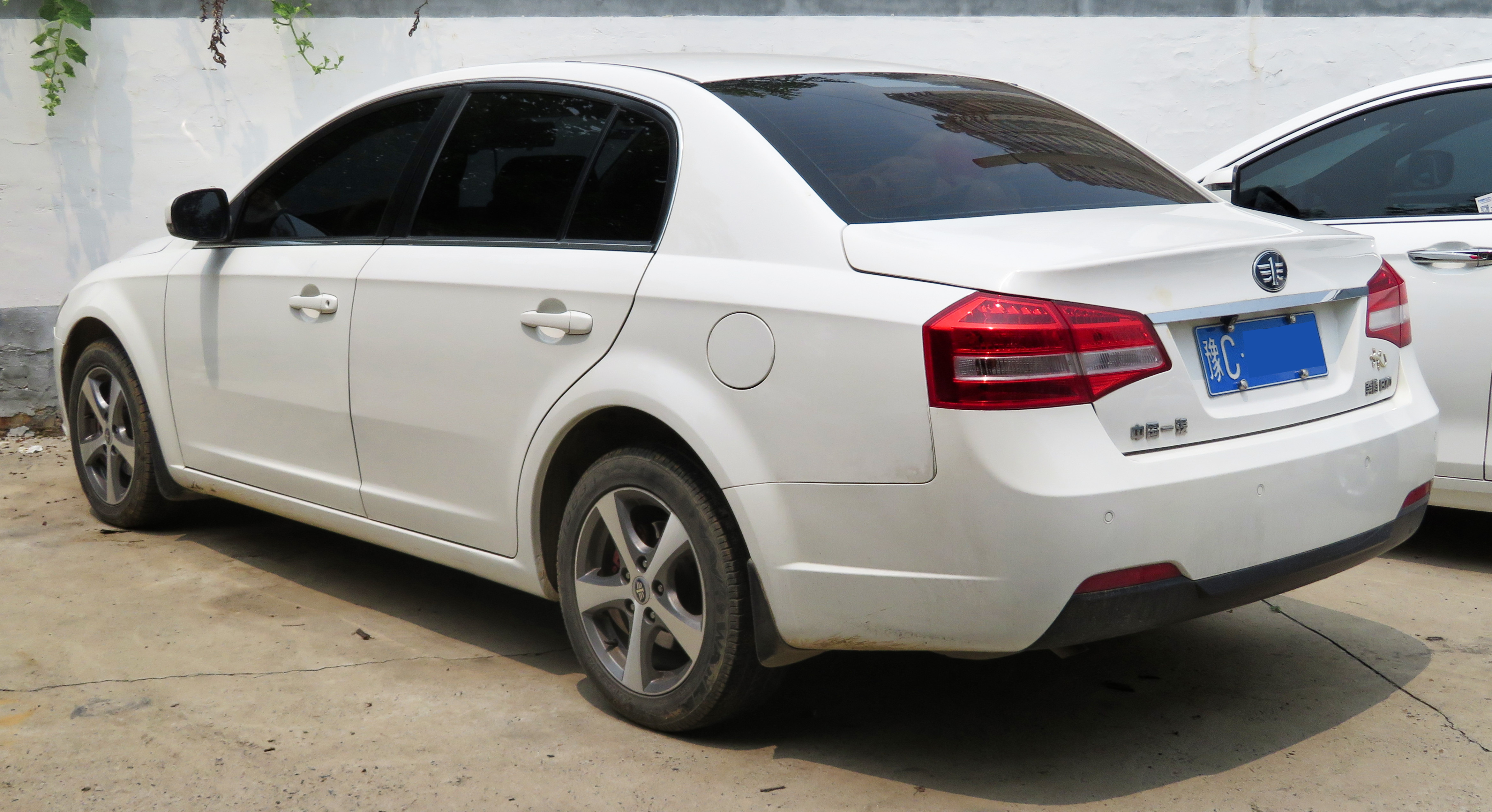
2012年改良型

## 2代目（2014年 - 2019年）
2014年5月発売。2代目アテンザ（Mazda6）をベースに開発された。また、RSモデルも設定される。

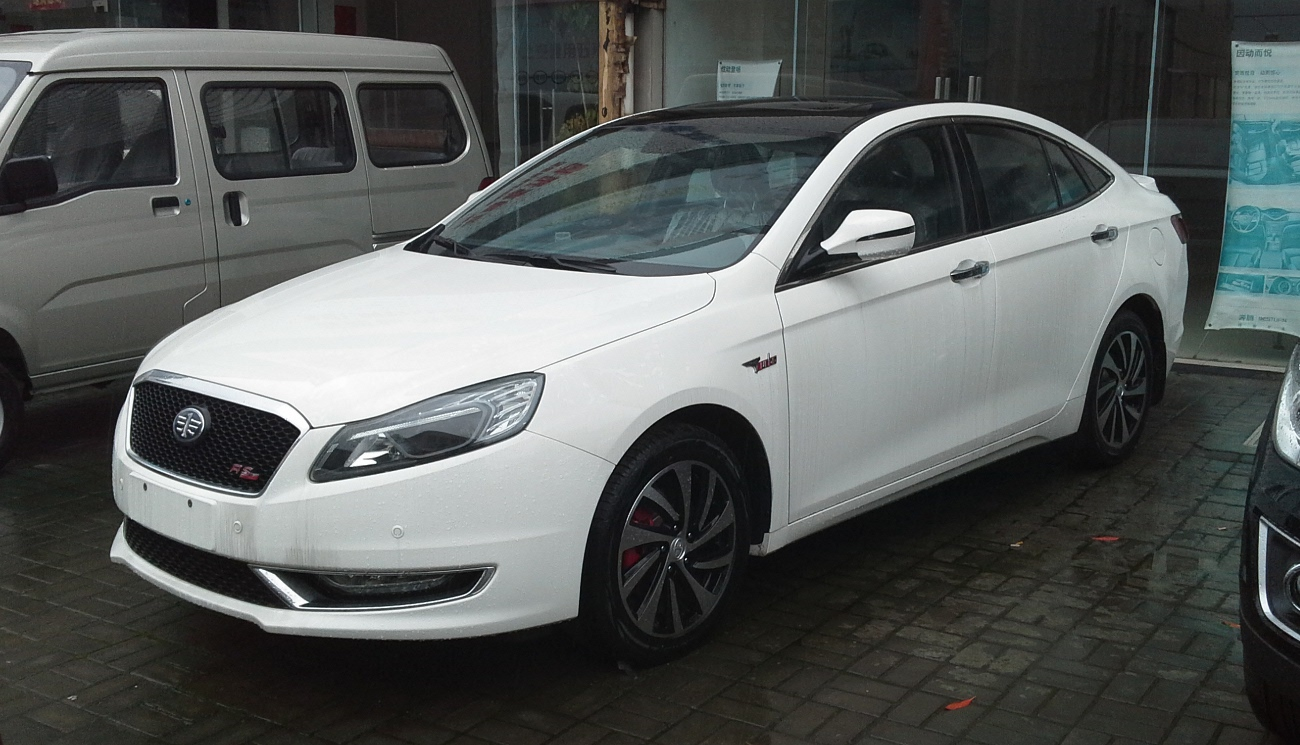
B70 RS

## 3代目（2020年 - ）
2020年の北京モーターショーにてデビュー。同年11月に中国にて発売された。
FAWが開発したFMAアーキテクチャが採用されている。先代までのセダンタイプからファストバックスタイルに変更となった。搭載されるのは最高出力124kW、最大トルク258Nmを発揮する1.5Lターボ付きガソリンエンジンで6速MTまたは7速DCTが組み合わされる。